# Klassisk betingning
Klassisk betingning (alternativt Pavlovsk betingning eller respondent betingning) är en typ av associativ inlärning, där en organism lär sig att koppla ihop ett stimulus med ett annat. Företeelsen har särskilt utforskats i behaviorismen.

## Översikt
Det typiska sättet att beskriva klassisk betingning involverar ett obetingat stimulus och en obetingad respons, samt ett betingat stimulus och en betingad respons. Det obetingade stimuluset väcker en obetingad respons hos organismen utan att någon tidigare inlärning har orsakat detta, vilket kallas för en reflex. Då ett tidigare neutralt stimulus upprepade gånger förekommer samtidigt som det obetingade stimuluset, blir det neutrala stimuluset ett betingat stimulus, som väcker den betingade responsen utan att det obetingade stimuluset förekommer.

## Pavlovs experiment

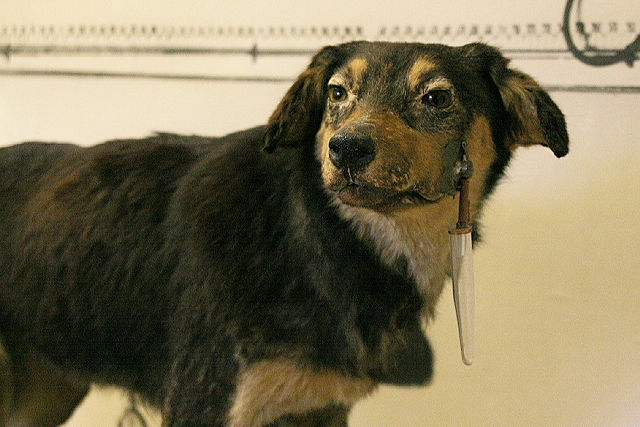
En av Pavlovs många hundar, Pavlovmuseet, 2005

Det mest berömda exemplet på klassisk betingning är Pavlovs hundar. Ivan Pavlov forskade på salivbildning hos hundar. Hundarna saliverade naturligt då mat sattes fram. Detta kallade Pavlov för en obetingad reflex, där maten är det obetingade stimuluset, och saliveringen den obetingade responsen. Då Pavlov lät en ton klinga några sekunder varje gång innan maten togs fram, till exempel genom att slå på en stämgaffel, så kom till slut hundarna att salivera även då enbart tonen hördes, utan mat. Denna kallade då Pavlov för en betingad reflex. 
De två olika reflexerna har olika ursprung. Den obetingade reflexen har kommit till i artens evolution, medan den betingade reflexen beror på den individuella organismens erfarenheter. Man har dock kunnat visa på att organismer har vissa biologiskt bestämda tendenser att koppla ihop vissa typer av stimuli med vissa typer av responser. Till exempel har människor en benägenhet att betinga en viss maträtts smak och lukt med illamående, om illamående tidigare har förekommit i samband med att man ätit denna mat.